# Rivellia maculipennis
Rivellia maculipennis är en tvåvingeart som först beskrevs av Jacques-Marie-Frangile Bigot 1886.  Rivellia maculipennis ingår i släktet Rivellia och familjen bredmunsflugor. Inga underarter finns listade i Catalogue of Life.